# التعليم في بنغلاديش
تدير وزارة التعليم في بنغلاديش التعليم في البلاد، وتعمل وزارة التعليم الابتدائي والجماهيري على تنفيذ سياسات التعليم الابتدائي والمدارس الممولة من الدولة على المستوى المحلي. يُعَد التعليم في بنغلاديش إلزامي لجميع المواطنين حتى نهاية الصف الثامن، ويُمَوَّل التعليم الابتدائي والثانوي من قبل الدولة ويكون مجانيًا في المدارس الحكومية.
تلتزم بنغلاديش بالكامل بأهداف الأمم المتحدة للتعليم للجميع والأهداف الإنمائية للألفية، وذلك بالإضافة إلى الإعلانات الدولية الأخرى المتعلقة بالتعليم. تميل حكومة بنغلاديش الآن إلى مواءمة المناهج الدراسية لتحقيق «الهدف الرابع من أهداف التنمية المستدامة»، وهو «التعليم الجيد» الموصوف في ميثاق «الهدف الرابع من أهداف التنمية المستدامة». تنص المادة 17 من دستور بنغلاديش على أن يحصل جميع الأطفال على تعليم مجاني وإلزامي.
وجدت مبادرة قياس حقوق الإنسان أن بنغلاديش تحقق نسبة 67.4% فقط مما ينبغي لها أن تحققه فيما يتعلق بالحق في التعليم بناءً على مستوى دخل البلاد. تقسم مبادرة قياس حقوق الإنسان الحق في التعليم من خلال النظر في الحق في التعليم الابتدائي والثانوي، أما بالنسبة إلى مستوى دخل بنغلاديش، فإن البلاد تحقق 99.2% مما ينبغي أن يكون ممكنًا بناءً على مواردها (الدخل) للتعليم الابتدائي، ولكن 63.7% فقط للتعليم الثانوي. يعتبر التمويل المخصص غير كافٍ، ويشير مصدر آخر إلى أن «من إجمالي الميزانية البالغة 678,064 كرور (حوالي 62.6 مليار دولار) للسنة المالية 23، يبلغ التخصيص لقطاع التعليم 81,449 كرور (حوالي 7.5 مليار دولار) أو 12% من الإجمالي، مقارنة بنسبة 11.9% في السنة المالية 22. تبلغ نسبة الناتج المحلي الإجمالي 1.83%، وهي أقل من مخصصات السنة المالية السابقة، وتعد واحدة من أدنى النسب في العالم، وهي أقل بكثير من الحد الأدنى الموصى به وهو 4-6% من الناتج المحلي الإجمالي و 20% من الميزانية الوطنية».
حققت بنغلاديش تقدمًا جديرًا بالثناء في مجال التعليم على مدار العقود الخمسة الماضية. يُعَد التعليم حقًا إنسانيًا لا غنى عنه، وتُبذَل الجهود لضمان إمكانية الوصول إليه لكل فرد. من الممكن أن تحقق بنغلاديش معدل معرفة القراءة والكتابة الكامل بنسبة 100% بالنظر إلى العقد القادم.
تُعد بنغلاديش مثالًا يُحتذى به في تحقيق التعليم الشامل، فتُظهر الإحصاءات نسبة التحاق صافية تبلغ 98% للأطفال في المرحلة الابتدائية. يلتحق أيضًا عدد متزايد من الطالبات بالمدارس، وبالتالي يدخلن سوق العمل ويساهمن بشكل كبير في توسيع القطاعات الاقتصادية المختلفة. بذلت الحكومة في السنوات الأخيرة جهودًا ملحوظة لتحسين الحالة التعليمية للمرأة في البلاد.

## التعليم الديني
تتضمن المناهج الوطنية في البلاد التعليم الديني أيضًا. يقدم المنهج الوطني التعليم الديني لأربعة من أكثر الديانات انتشارًا في بنغلاديش، وهي الإسلام والهندوسية والبوذية والمسيحية. لا تحتوي العديد من المدارس على مدرسين دينيين غير مسلمين، وذلك على الرغم من حقيقة أن غير المسلمين يتلقون تعليمهم الديني الخاص بهم في بنغلاديش، مما يتعين على الكثير من الطلاب غير المسلمين في بنغلاديش دراسة موادهم الدينية بمفردهم. يميل الطلاب غير المسلمين إلى دراسة المواد الدينية مع أولياء أمورهم، أو الدراسة في مراكز التدريب، أو مع مدرّس خاص، أو مع عالم دين محلي، أو في الأديرة أو المؤسسات الدينية المحلية.
تفصل المدارس التي تحتوي على مدرسين دينيين من معتقدات مختلفة الطلاب لأخذ دروس في أديانهم الخاصة خلال فترة الدرس، ثم يختلطون معًا مرة أخرى بعد الانتهاء من الحصة. يتضمن المنهج الوطني أيضًا تدريس خطبة الوداع للنبي محمد وحياته لجميع الطلاب بغض النظر عن دياناتهم ومعتقداتهم وطبقاتهم في مواد مختلفة، ويتضمن التاريخ والتراث الإسلامي في قسم العلوم الإنسانية على مستوى الكلية. يتأثر التعليم الإسلامي في بنغلاديش بشكل كبير بالمدارس الدينية.

### القضايا الحالية ومجالات التحسين
تتضمن المشاريع الحكومية الحالية لتعزيز تعليم الأطفال في بنغلاديش التعليم الابتدائي الإلزامي للجميع، والتعليم المجاني للفتيات حتى الصف العاشر، ومنح دراسية للطالبات، ونظام تعليمي متكامل على مستوى البلاد، وحركة محو الأمية القائمة على الغذاء مقابل التعليم. خُصِّصَ جزء كبير من الميزانية الوطنية للبلاد للمساعدة في تنفيذ هذه البرامج وتعزيز التعليم وجعله أكثر سهولة في الوصول إليه. شهدت السنوات الأخيرة نجاح هذه الجهود، وأصبح نظام التعليم في بنغلاديش متقدمًا بشكل ملحوظ عما كان عليه قبل بضع سنوات فقط. تُوزع الكتب الدراسية من الصف الخامس إلى الصف الثاني عشر الآن مجانًا على جميع الطلاب والمدارس.
يواجه نظام التعليم في بنغلاديش العديد من المشاكل. اعتمد التعليم في بنغلاديش في الماضي بشكل أساسي على النموذج البريطاني الذي يخدم الطبقات العليا، إذ كانت جميع الدورات تُعطى باللغة الإنجليزية مع قلة من الجهود الموجهة إلى العامة. اتخذت هيئة التعليم في بنغلاديش خطوات للتخلص من مثل هذه الممارسات في الماضي وتتطلع إلى التعليم كوسيلة لتزويد أمة فقيرة بمستقبل أكثر إشراقًا. يوجد طلب هائل على تحويل سكان بنغلاديش إلى قوة عاملة نظرًا لاكتظاظها بالسكان، مما يبرز الحاجة الملحة لتعليم جيد ودعم حكومي مناسب في القطاع التعليمي.
ما تزال الجامعات والنظام الحالي للمناهج الأكاديمية في بنغلاديش لا يشجع التفكير النقدي الموجه نحو الصناعة، ويعتمد في المقام الأول على الحفظ، مما يعزز السلبية في إطار نموذج مؤسسي. لم تنفذ الدولة نظام التعليم المختلط القائم على النتائج حتى الآن، والذي يشمل التدريس في الفصول الدراسية والمختبرات مع التعلم العملي الموجه نحو الصناعة لدرجات البكالوريوس والدراسات العليا في الهندسة.

### الإنفاق على التعليم كنسبة مئوية من الناتج المحلي الإجمالي
يقع الإنفاق العام على التعليم على هامش %2 من الناتج المحلي الإجمالي بحد أدنى 0.94% في عام 1980 وبحد أقصى 2.2% في عام 2007.

### البعد النوعي
يفتقر نظام التعليم إلى نظام سليم لتنمية الموارد البشرية ونشرها، مما يؤدي إلى إحباط العاملين في قطاع التعليم الابتدائي، بما في ذلك المعلمين، ويساهم في ضعف الأداء، ويشكل الفقر تهديدًا كبيرًا للتعليم الابتدائي. يُعد عدد السكان مرتفع للغاية في بنغلاديش، وعدد المقاعد المتاحة في الكليات أقل من عدد الطلاب الذين يرغبون في الالتحاق، وعدد المقاعد المتاحة في الجامعات أقل أيضًا من عدد الطلاب الذين اجتازوا مستوى المرحلة الثانوية العليا ويريدون الالتحاق بالجامعة. تزداد تكلفة التعليم يومًا بعد يوم، مما يجعل العديد من الطلاب غير قادرين على تحمّلها.
وجدت إحدى الدراسات معدل غياب لمعلمي المدارس الابتدائية بنسبة 15.5%.

### التفاوت بين الجنسين
يظهر التمييز بين الجنسين في التعليم بشكل واضح في الأسر الريفية، بينما يكون غائبًا بين الأسر المتوسطة والغنية. حققت بنغلاديش توازنًا بين الجنسين في التعليم الابتدائي والثانوي، مع تحقيق تقدم ملحوظ في التعليم العالي. هناك فرق كبير في معدلات نجاح الأولاد مقارنة بالفتيات في بنغلاديش، وتتفوق الفتيات بشكل كبير على الأولاد في كل مجالات التعليم تقريبًا. أُحرِزَ بعض التقدم في السنوات الاخيرة في محاولة حل هذه المشكلة.

### الحضور إلى المدرسة
يُعد ضعف الأداء في التعليم الابتدائي مصدر قلق، خاصة في المناطق الريفية، حيث ترتفع معدلات التسرب من المدارس ومعدلات الرسوب. تلعب قلة حضور الطلاب ووقت التفاعل المحدود في المدرسة دورًا محوريًا في تدني مستويات الإنجاز التعليمي. يُعَد الوضع مختلف تمامًا في المناطق الحضرية مثل دكا.